# CeeLo Green
Cee Lo Green (n. 30 mai 1974, Atlanta, Georgia) este un cantaret, compozitor, rapper, producator, si actor american.

## Discografie
Albume de studio
- Cee-Lo Green and His Perfect Imperfections (2002)
- Cee-Lo Green... Is the Soul Machine (2004)
- The Lady Killer (2010)
- Cee Lo's Magic Moment (2012)
- Heart Blanche (2015)

Mixtape-uri
- Stray Bullets (2010)
- TV on the Radio (2015)